# ニコラス・フラジェロ
ニコラス・フラジェロ（Nicolas Flagello、1928年3月15日 - 1994年3月16日）は、アメリカ合衆国の作曲家、ピアニスト、指揮者。
ニューヨーク出身。音楽好きな家族で、兄弟のエジオ・フラジェロはメトロポリタン歌劇場のバス歌手であった。ヴィットリオ・ジャンニーニに師事し、その後マンハッタン音楽学校に入学した。1955年からローマのサンタ・チェチーリア国立アカデミアに留学し、イルデブランド・ピツェッティに師事した。1974年のオラトリオ『マーティン・ルーサー・キング受難曲』などで知られている。
作風はジャンニーニから受け継いだ新ロマン主義音楽の影響が強く、2曲のオペラ、2曲の交響曲、ピアノ協奏曲などの協奏曲や室内楽曲を残した。
1980年代半ばに変性疾患のため作曲活動の中断を余儀なくされ、1994年にニューロシェルで死去した。